# Gaetano Starrabba
Gaetano Starrabba di Giardinelli (Palermo, Sicília, Itália, 3 de dezembro de 1932) foi um automobilista italiano que participou do Grande Prêmio da Itália de 1961 de Fórmula 1.